# الدوري الروماني لكرة السلة للسيدات
الدوري الروماني لكرة السلة للسيدات (بالرومانية: Liga Națională)‏ هو دوري كرة سلة احترافي للسيدات في رومانيا تأسس في سنة 1950 يلعب فيه 11 فريقا.

## وصلات خارجية
- الموقع الرسمي